# Cirrhaea
Genre
Classification phylogénétique
Cirrhaea est un genre de la famille des Orchidaceae.

## Synonymes
- Scleropteris Scheidw. (1839)
- Sarcoglossum Beer (1854)

## Répartition
Brésil

## Liste partielle d'espèces
- Cirrhaea dependens (Lodd.) Loudon (1830)
- Cirrhaea fuscolutea  Lindl. (1833)
- Cirrhaea loddigesii  Lindl. (1832)
- Cirrhaea longiracemosa  Hoehne (1933)
- Cirrhaea nasuta  Brade (1949)
- Cirrhaea seidelii  Pabst (1972)
- Cirrhaea silvana  V.P. Castro & Campacci (1990)